# 1984年—1985年英国矿工大罢工
1984-1985年的英国矿工罢工是一个影响英国煤炭业的重大工业行动，这场罢工对英国工业关系具有决定性影响，罢工的失败极大削弱了英国的工会运动。罢工也被看成是玛格丽特·撒切尔政府和保守党的在政治及意识形态上的一场重大胜利。
由于全国矿工工会(NUM)在1974年的罢工曾让希思政府下台，包括执政的保守党在内的很多人都认为全国矿工工会是英国最强大的工会之一，因此1984-1985年的矿工罢工成了具有象征意义的（阶级）斗争。罢工以矿工失败宣告结束。撒切尔政府的自由市场方案得以巩固。全国矿工工会的政治权力被永久性地削弱了。这场劳资纠纷暴露了英国社会中严重的阶级分化，罢工在英国——尤其是英格兰北部和南威尔士——造成了巨大创痛。在罢工引发的各种事件里，共有10人死亡：其中包括6名工会纠察队员。3名寻找煤核的青少年，以及一个出租车司机大卫西蒙·威尔基。

## 背景
英国煤矿业当时是由伊恩·麦格雷戈领导的国家煤矿局管理的一个国有企业，和欧洲大部分地区一样，这个企业获得国家的巨额资助。英国有些煤矿效益好能盈利，在1984-1985年矿工罢工后仍继续开工，其中有些到2007年仍在运行。也有些煤矿效益差不能盈利，因此政府想关闭这些煤矿。这些煤矿是否仍能运行众说纷纭，但政府没有通过暂时提高裁员离职费的办法鼓励矿工们投票赞成关闭煤矿，而是在分析报告完成前就关闭了大部分的不盈利煤矿。另外，为了提高煤矿矿主的利润，政府要求煤矿提高效率，提高效率意味着要提高机械化程度，这将导致裁员。许多工会都抵制这种做法。
1978年，有关防范矿工工会的《雷德利计划》被泄露给了《经济学人》杂志。该计划涉及了当时由玛格丽特·撒切尔领导的作为反对党的保守党的诸般计划，其中包括任何继任的保守党政府都必须考虑采取的步骤，以避免1970年代希思政府的命运，人们普遍认为是1974年的矿工罢工导致了希思政府的下台。

## 过程
1981年几乎就要发生一场罢工，当时政府有一个和后来的政府差不多的计划，该计划要关闭23个煤矿，然而罢工的威胁在当时还不足以迫使政府作出让步，不过普遍的看法是正面的对抗不过是在短期内被避免了。约克郡的矿工通过了一项决议，如果关闭煤矿的理由不是由于煤矿枯竭或者遭遇地质开采困难，矿工就会罢工。1982年，全国矿工工会的会员接受了政府提出的5.2%的加薪，并拒绝了工会领导人对矿工罢工的呼吁。1983年，保守党首相玛格丽特·撒切尔任命伊恩·麦格雷戈担任控制煤炭开采的英国法定公司国家煤炭局的局长。伊恩·麦格雷戈曾负责英国钢铁公司，根据撒切尔的一位传记作家的记载，他把效率最低下的英国钢铁制造业转变成了在欧洲最有效的钢铁企业之一，几乎令英国钢铁公司扭亏为盈。然而，这种转变的代价是在两年中裁掉一半的钢铁工人。伊恩·麦格雷戈这种（大力裁员的）声誉极大提高了人们的这种预期，即煤矿业也会迎来相同的大规模裁员。伊恩·麦格雷戈和矿工领袖阿瑟·斯卡吉尔之间的冲突似乎不可避免。
当1974年的罢工已成过眼烟云后，国家煤炭局在1984年宣布达成一项协议，为了合理配置政府对煤矿业的补贴，国家煤炭局将关闭20个煤矿。两万矿工将因此失业，英格兰北部和威尔士的许多社区将会失去其主要的就业来源。虽然在当时并不广为人知，但撒切尔政府已事先做好贮存煤炭，将部分燃煤发电厂转换成石油发电厂，招募公路运输经营者的车队一旦铁路职工出于阶级同情也罢工支持矿工时就以汽车车队运输煤炭等准备工作，以防止出现1974年产业行动（令政府瘫痪的）效果的重演。 
矿工们对计划关闭自己矿区的矿井所产生的影响十分敏感，各地煤矿的矿工当即开始罢工行动。当工人在协商无效走出曼佛斯大厦后，约克郡煤田开始了罢工。位于布兰普顿的比尔罗的康特沃德矿区的6千多名矿工通过投票已于3月5日罢工。国家煤炭局再次下达的要求5个矿井在5周内“加紧关闭” 的条文激发了3月5日的罢工。第二天，约克郡来的（防止在劳资纠纷前复工的）工会纠察队员出现在了诺丁汉煤田（这是受关闭矿井威胁最小的矿区之一）的矿井旁。1984年3月12日，全国矿工协会的主席阿瑟·斯卡吉尔宣布各矿区的罢工将成为全国总罢工，并呼吁全国矿工协会在所有矿区工作的会员罢工。
在罢工初期，约克郡、苏格兰、肯特东北部矿区的矿工几乎全都罢工了。兰开夏郡的矿工起先对罢工很冷淡，但当地工会领导人不顾仍上工的会员的意愿，于3月22日宣布当地正式罢工。许多南威尔士州的矿工抱怨他们先前试图发动罢工以支持钢铁工人和医务工作者的努力没得到什么支持，但该地区有大量矿井面临行将被关闭的威胁，这种威胁使该地区的罢工人数显著。在中部地区和北威尔士，对罢工的支持不那么强有力。在诺丁汉，大多数矿井都拥有现代化设备，煤炭储量也丰厚。大多数诺丁汉的矿工仍出工，全国矿工工会诺丁汉分会不同意不进行投票就发起全国总罢工的决定。全国矿工工会的很多人谴责诺丁汉分会会员是罢工破坏者。诺丁汉分行最终脱离全国矿工工会，成为民主矿工工会的核心。
一个在罢工期间被广泛报道的冲突发生在1984年6月18日位于罗瑟拉姆附近的欧格里夫焦化厂。这场罢工矿工和警察双方各约1万人的相互对抗被称为“欧格里夫战役”。当骑在马背上的警察用警棍对矿工大打出手并造成几名矿工严重受伤后，发生了暴力事件。1991年，南约克警方被迫向在这次事件中被捕的39矿工支付了42.5万英镑的赔偿金。
促成罢工结束的事件包括11月在卡斯尔福德矿区工作的一个矿工受到攻击，12月在南威尔士州一名送一个矿工出工的出租车司机被误杀。这场罢工没有达到1970年代那场先前罢工导致的停电和能源管制的广泛影响，电力公司在冬天的用电高峰期仍能保障电力供应。
全国矿工工会的资金也周转不足，工会无法提供纠察队员们的交通费。许多矿工无力支付过冬的取暖费。一些矿工家庭靠捡矿渣堆中的煤块解燃眉之急，这是一个绝望之举，因为大多数“矿渣”十分危险，极易倒塌。3名少年因此死亡。还有许多罢工工人因为非法入室和盗窃被捕。
这场全国矿工罢工于1985年3月3日结束，这离罢工开始已近一年。有些工人早已擅自提前返回工作，此举象征了政府的胜利，虽然政府部长们后来承认提前返工的工人数字被蓄意夸大以挫败罢工者的士气。为了解救全国矿工工会，全国矿工工会以微弱的优势投票赞成未经与矿区管理层签署新协议就返回工作。在关于结束罢工的工会特别会议中，只有肯特分会投票继续罢工。诺丁汉、莱斯特和南部德比根本没派代表出席会议。

## 影响
结束罢工对全国矿工工会的忠诚会员而言不啻为一个沉重打击，虽然很多会员理解一年没有工资的罢工工人所饱受的极端贫困难以让人承担。事实上，在很多矿区，仅在罢工两三个月后就返回工作的矿工和那些为了孩子被迫返回工作的矿工已有鲜明的（贫富）对比。
在一些矿井，矿工妻子组成的团体在矿工复工当天在矿井门口组织了分发康乃馨的活动，康乃馨象征了罢工英雄。许多矿井工人在铜管乐队的伴奏下回去工作，这些返工者的前进行列被称为“忠诚游行”。
撒切尔夫人治下的保守党推行了一项新近的法律，要求各工会的罢工行动须经过投票。1984年7月19日，撒切尔在议会中说对矿工的屈服将把议会民主的规则拱手让给暴徒的法则；她将罢工的矿工比作不分享英国人价值的“内部的敌人”。“我们必须与福克兰群岛里的敌人交战。我们已经意识到内部的敌人，他们更难对付，也是对自由的更大威胁”。5月29日5000名矿工纠察队员和警察发生暴力冲突的欧格里夫纠察事件后，撒切尔在一次讲话中说：
我必须告诉你们，我们要应对的是企图用暴徒规则取代法律的做法，这种做法绝不能得逞。这种做法绝不能成功。那些人用暴力和恐吓方式把他们的意志强加于不想接受这些看法的其他人....法治必须战胜暴徒的规则。
阿瑟·斯卡吉尔对这起事件的反应则是：
防暴盾牌向我们严阵以对，防暴装备对我们凌强示威，骑在马背上的警察对我们的人大打出手，我们的人被警棍击中，被踢到地上....（政府）显示出来的恐吓和暴行简直堪比拉美国家。
在8月，两名来自曼顿煤矿的矿工对这次罢工因为没有经过投票所以不是“正式的”的相关抗议被法院受理。9月，高等法院裁定全国矿工工会未经投票就号召罢工的举动违反了自己的章程。斯卡吉尔被罚款1000英镑（一个匿名捐款者为他支付了这笔罚款），全国矿工工会被罚款20万英镑。当全国矿工工会拒绝支付罚款时，法院命令扣押该工会的资产，但法院发现工会资产已被转移到国外。1985年1月底，全国矿工工会5百万英镑左右的资产才重新归账。  
工会大会（TUC）没有支持全国矿工工会，他们似乎支持撒切尔关于进行全国投票（方可罢工）的呼吁。然而，铁路工人和码头工人仍发起了支持矿工的行动，这两个行业的工人都面临如果拒绝运送煤炭就会被解雇的威胁。由电工组成的电气、电子、电信和管道工人工会坚决反对罢工；伊恩·麦格雷戈的自传详细记录了该工会领导人是如何向政府提供有价值的情报从而导致罢工失败的。钢铁工人工会不支持矿工的罢工，此举遭到矿工的普遍抱怨，因为矿工曾在1980年支持钢铁工人的罢工，而且矿工罢工期间全国矿工工会也作出了让步把焦炭运送到钢铁厂。全国煤矿工头、代理人和矿井爆破人员协会在9 月几乎就要进行罢工，这似乎是一个有利于矿工的平衡点，但斯卡吉尔随后无视法庭命令的行为造成了全国矿工工会被罚款，并失去了更广泛的支持。麦格雷戈后来还承认，如果全国煤矿工头、代理人和矿井爆破人员协会真的罢工，国家煤矿局可能要被迫做出妥协。后来公开的档案表明，工会大会中有政府的线人为政府提供关于各种内部协商的信息。
一些拒绝罢工的矿工被罢工工人视为叛徒。支持罢工的约克郡和反对罢工的诺丁汉的交界地区的矿区工人之间的明显对立导致了该地区多起严重冲突。已有关于罢工者对上工工人的暴力事件的报道，在某些情况下，这种暴力扩展到攻击上工矿工的住所、家人和宠物。许多矿工对接近矿井的记者也非常敌视。《太阳报》采取了非常反罢工的姿态，《每日邮报》、甚至《每日镜报》和《卫报》随着罢工的持续都变得敌视罢工。只有《新闻线》（劳工革命党的日报）、《晨星》、《阶级战争》、《工人力量》、《战斗》、《社会主义组织者》和《社会主义工人》等左翼报纸不断支持罢工的矿工。
政府出动警察（包括伦敦的首都警察行刑队）试图阻止工会纠察队试图进一步劝阻矿工上工（有人声称工会纠察队动用了恐吓和暴力手段，然而鲜有证据支持这种说法）。警察试图阻止纠察队员往来于约克郡和诺丁汉，此举引来众多抗议。政府声称这么做是为了保障个人的公民权利，许多矿工则把这种做法看成是阶级战争，而警察就是弗里德里希·恩格斯描述的“武装人员构成的特殊机构”。
在这次产业行动中有11291人被捕，8392人被控犯有诸如破坏和平、阻碍公路的罪行。前罢工矿工声称，士兵被当作警察出现在纠察线上，但没有证据表明有士兵充任警察。在许多前矿区，反警察的势头仍然强劲。政府在判定当地警察可能过于同情矿工而不采取行动对付罢工时从远地区调进警察的举动被批评为滥用权力。
相关的福利规定也是首次在这场罢工中受到限制，矿工认为这种限制被用来当作对付罢工者的武器。罢工工人从来都不享受福利待遇，但他们的家属（即配偶和子女）在以前的劳资纠纷中都有权提出申请福利。但是，1980年《社会保障法》第6条禁止罢工家属享受“紧急需要”的资助，此外还强行削减罢工者家属的种种福利。政府认为这项立法不涉及节省公共资金，而是通过增加重返工作岗位的必要性来“恢复雇主和工会之间讨价还价的更公平的平衡”。大部分矿工和他们的家庭都不得不依靠欧共体的“粮食山”和各种慈善机构的施舍与捐赠来维生。贫穷和饥饿充斥着矿区重地。尽管有人认为，如果矿工不罢工也就不会面临这种财务压力。
几百家支援矿工的组织建立起广泛的网络，其中大多数由“妇女反对关闭矿井组织”这样的“矿工妻子和女友团体”领导。这些支持罢工的团体在超场、餐馆开设数千个食物收集站，组织慈善音乐会和其他活动。这场罢工在传统矿业的心脏地带有个重要的发展，在此之前，这些地区是没有女权主义思想的。
罢工期间，公众舆论产生分歧，在不同地区这种差别很大。一般来说，政府比矿工更得到公众的支持。盖洛普1984年7月的一项民意调查询问民众更同情雇主还是更同情矿工，40％的受访者表示同情雇主，33％的同情矿工，19％谁也不同情，8％说不知道。当1984年12月5-10日再问同样问题时， 51％的人同情雇主，26％的同情矿工，18％的两者都不同情，5％说不知道。当1984年7月问民众是否接受矿工的（罢工）方式时，15%的接受，79%的不接受，6%的不知道。当1984年12月5-10日再问同样问题时，7%的接受，88%的不接受，5%的不知道。1984年7月问及民众矿工是否采取了负责的方法时，12％的人说矿工负责任，78％的说矿工不负责任，10％说不知道。当1984年12月5-10日再问同样问题时，9％的人说矿工负责任，84％的说矿工不负责任，7％说不知道。
然而，新闻媒体在罢工期间没有试图严肃报道全国矿工工会在经济方面的论点，直到罢工结束后这些报道才出现。  
社会主义团体也声称，主流媒体蓄意歪曲报道矿工的罢工，称《太阳报》关于罢工的报告是“日甚一日地或掺入更微妙的攻击，或有偏见的选取事实并缺乏不同观点。这些报告可以说是对矿工事业产生了极大的负面影响。”
随着罢工的推进，一系列媒体报道试图质疑全国矿工工会高层领导们正直诚实的形象。1984年11月，有指控说斯卡吉尔在巴黎会见了利比亚特工。几个月前在伦敦利比亚大使馆外对女警员伊冯娜·弗莱彻的谋杀使如今被称与比亚政府有染更具破坏性。1990年，《每日镜报》和电视节目“库克报告”声称，斯卡吉尔和全国矿工工会接受了利比亚政府的资金。这些指控都基于罗杰温莎的指控，他曾是全国矿工工会的领导，和利比亚官员谈过话。过了很久，《镜报》当时的编辑罗伊·格林斯莱德才确信《镜报》的指控都是假的。罗伊·格林斯莱德的这番话是在舍马斯··米尔恩的调查完成很久之后才说的。舍马斯·米尔恩的深度调查报告描述了所谓指控完全缺乏实证，是一场“经典的诽谤运动”。
还人还声称，阿瑟·斯卡吉尔在罢工期间挪用了俄罗斯矿工的资金捐赠。全国矿工工会接收了来自阿富汗工会（当时由苏联占领）的款项。苏联矿工的捐款如果没有苏联政府的支持就无法变成自由兑换的货币，撒切尔声称见过表明前苏联领导人戈尔巴乔夫授权（兑换）这些款项的书面文件。
暗示与不明款项有染令斯卡吉尔声誉受损，然而，他在矿工中的威信依然牢不可破。斯卡吉尔被各工会视为骁勇善战的英雄，却被主流媒体看成一个马克思主义的暴徒。斯卡吉尔始终否认这些指控，并指责政府煽动针对他的污名运动。
英国煤炭行业在1994年12月最终被私有化，成立了名为“R.J.B. 矿业”的公司，也就是现在的“英国煤炭”公司。在罢工结束到私有化期间，关闭矿井的做法一直在进行，90年代初期对矿井的关闭更加频繁。当英国煤炭实现私有化时，英国还有15个尚在生产的深矿区。然而，到2005年3月，就只剩下8大深矿区。1983年，英国有170个开工的矿区。到2009年只剩下4个深矿区。在罢工期间，斯卡吉尔曾不断声称，英国政府有用关闭矿区的方式削减煤炭业的长期计划。
诺丁汉矿工曾希望他们的矿井不会被关闭，但这些矿井在1985-1994年期间也大多被关闭。听信了矿井不会被关闭的许诺，矿工们才在罢工期间仍出工，他们在当时被告之他们的工作不会丢，他们的行业有未来。现在关闭矿井被看成是出尔反尔，矿工对此深恶痛绝。多数左翼人士及重工业业内人士曾担心自己被利用去分化矿工工会，保守党政府后来（背信弃义）的行为验证了他们的这种担心。

### 文化产品
安德鲁·J·理查德的著作《矿工罢工》专门有一章讲述在1984年为抗议裁员而发起的大规模罢工是如何的不同寻常。在英国，各工会历来都是为了增长工资和维护在工作时的各种权利而发动罢工，为保卫工作而罢工则非常罕见。自从1984-1985年矿工罢工创此先河后，各工会的领导人就更多地为保卫工作而号召业内工人采取行动。巧合的是，在1984年，哈佛大学经济学家理查德·弗里曼和詹姆斯·蒙多夫出版了《工会怎么办？》这本书，在书中，罢工这种战略被看成对生产效率有利，也能减缓通货膨胀的压力。
2000年的电影《舞動人生》以这场罢工为背景。影片中有几个场景描绘了纠察线上的混乱情景，警察和罢工矿工之间的冲突，以及穿越警戒线（去上工）带来的耻辱。这部影片还表现了罢工引起的赤贫，冬季没有煤取暖造成的艰苦和绝望，影片还对比了矿工和中产阶级（的贫富差距）。1996年的电影《关闭》的情节的背景也涉及到这场罢工。该影片以罢工10年后为场景，此时所有的矿工都已丧失了反抗意志，对关闭矿井的做法只能辞工接受。《关闭》以虚构的“硅梅里矿区”为场景，这个虚构矿区是受到重创的前采矿村硅梅施普的稍加隐讳的翻版，有些片景就是在硅梅施普拍摄的。
电影《舞動人生》被埃尔顿·约翰改编成了歌舞剧，并在伦敦西区演出成功。该音乐剧已在百老汇上演，并赢得了2009年托尼奖的最佳歌舞剧奖（这是授予美国歌舞剧的最高奖）。
大卫·平斯2005年的著作《GB84》虚构了工会纠察队员、工会领导者和罢工破坏者的口述。书中详尽描写了罢工中的许多主要事件。这本书也表明，英国情报部门参与了对罢工的破坏，其中包括抛出声称斯卡吉尔和穆阿迈尔·卡扎菲有关系的说法。
2001年，英国视觉艺术家杰里米·戴勒与历史机构、战斗重演人员、数十个参与了1984年工会纠察队员和警察之间暴力冲突的人一起合作，重新布景并重现了欧格里夫战役。由戴勒制片，迈克·菲吉斯导演的重现该战役的纪录片在英国电视台播出。戴勒还出版了一本名为《英国内战第二部》的书，该书记录了这个纪录片的拍摄过程和该纪录片对历史事件的调查（阿坦格尔出版社，2002年出版）。通过安排能重现海盗战斗或中世纪战争的战争重现人员参与摄制，戴勒让最近发生的并有争议的欧格里夫战役（以及劳工政治本身）成为英国主流历史的一部分。